# Metropolitano de Krasnoyarsk
O Metrô de Krasnoyarsk é um sistema de metropolitano que serve a cidade russa de Krasnoyarsk.